# Pommersches Urkundenbuch
Le Pommersches Urkundenbuch (court : PUB, plus rarement : P.U.B.) est un livre documentaire sur l'histoire médiévale de la Poméranie. Il rassemble les textes de toutes les sources diplomatiques subsistantes sur l'histoire de ce territoire depuis les premières traces écrites jusqu'au début du XIVe siècle. Il est toujours considéré comme une édition source importante sur l'histoire médiévale de la Poméranie et représente l'un des ouvrages de base les plus importants de la recherche historique de Poméranie pour la période considérée.
Depuis 1868, 11 volumes sont publiés, le plus récent étant le 11e volume en 1990. La deuxième édition du 1er volume parut en 1970, révisée par l'historien Klaus Conrad.

## Table des matières
- Band 1. Abt. 1: Robert Klempin: 786–1253. Regesten, Berichtigungen und Ergänzungen zu Hasselbach’s und Kosegarten’s Codex Pomeraniae diplomaticus. In Commission bei Th. von der Rahmer, Stettin 1868. (Digitalisat in der Kujawsko-Pomorska Digitalen Bibliothek) MDZ München
- Band 1. Abt. 2: Rodgero Prümers: Annalen und Abt-Reihe des Klosters Colbatz, Todtenbuch und Abt-Reihe des Klosters Neuencamp, Personen und Orts-Register. In: Commission bei Th. von der Rahmer, Stettin 1877 (Digitalisat in der Kujawsko-Pomorska Digitalen Bibliothek) Digitale Bibliothek Mecklenburg-Vorpommern
- Band 1, 2. Auflage: Klaus Conrad: 786–1253 / Teil 1. Urkunden. Köln und Wien 1970.
- Band 1, 2. Auflage: Klaus Conrad: 786–1253 / Teil 2. Register. Köln und Wien 1970.
- Band 2. Abt. 1: Rodgero Prümers: 1254–1278. In: Commission bei Th. von der Rahmer, Stettin 1881 (Digitalisat in der Kujawsko-Pomorska Digitalen Bibliothek)
- Band 2. Abt. 2: Rodgero Prümers: 1278–1286. In: Commission bei Th. von der Rahmer, Stettin 1885 (Digitalisat in der Kujawsko-Pomorska Digitale Bibliothek)
- Band 3. Abt. 1: Rodgero Prümers: 1287–1295. Friedr. Nagelsche Buchhandlung, Stettin 1888 (Digitalisat in der Kujawsko-Pomorska Digitalen Bibliothek)
- Band 3. Abt. 2: Rodgero Prümers: 1296–1300: mit Personen-, Orts- und Sachregister für den II. u. III Band. Friedr. Nagel (Paul Niekammer), Stettin 1891 (Digitalisat in der Kujawsko-Pomorska Digitalen Bibliothek)
- Band 4. Abt. 1: Georg Winter (de): 1301–1306. Paul Niekammer, Stettin 1902 (Digitalisat in der Kujawsko-Pomorska Digitalen Bibliothek)
- Band 4. Abt. 2: Georg Winter: 1307–1310. Paul Niekammer, Stettin 1903 (Digitalisat in der Kujawsko-Pomorska Digitalen Bibliothek)
- Band 5. Abt. 1: Otto Heinemann: 1311–1316. Paul Niekammer, Stettin 1903 (Digitalisat in der Kujawsko-Pomorska Digitalen Bibliothek)
- Band 5. Abt. 2: Otto Heinemann: 1317–1320. Paul Niekammer, Stettin 1905 (Digitalisat in der Kujawsko-Pomorska Digitalen Bibliothek)
- Band 6. Abt. 1: Otto Heinemann: 1321–1324. Paul Niekammer, Stettin 1906 (Digitalisat in der Kujawsko-Pomorska Digitalen Bibliothek)
- Band 6. Abt. 2: Otto Heinemann: 1325. Nebst Nachträgen und Ergänzungen zu Band I-VI,1. Paul Niekammer, Stettin 1907 (Digitalisat in der Kujawsko-Pomorska Digitalen Bibliothek)
- Band 7: Hans Frederichs u. Erich Sandow: 1326–1330. Mit Nachträgen zu Band 1–7. Aalen 1958.
- Band 8: Erwin Assmann (de): 1331–1335, Köln 1961
- Band 9: Brigitte Poschmann (de): 1326–1335. Register zu Band 7 und 8. Köln 1962.
- Band 10: Klaus Conrad: 1336–1340 / Teil 1. Urkunden. Köln 1984.
- Band 10: Klaus Conrad: 1336–1340 / Teil 2. Register. Köln 1984.
- Band 11: 1341–1345 / Teil 1. Urkunden. Köln 1990.
- Band 11: 1341–1345 / Teil 2. Register. Köln 1990.